# أحمد آل طعان
الشيخ أحمد بن صالح بن طعَّان بن ناصر بن علي الستري البحراني  (1250 هـ - 1315 هـ). هو رجل دين وفقيه ومرجع شيعي بحراني، كان من مراجع الشيعة الإثني عشريَّة في منطقة الخليج العربي، حيث رجع إليه في أمور الدين والفُتيا جمع من شيعة البحرين والقطيف، وله مصنَّفات في الفقه الإسلامي (الشيعي)، والأصول، والحديث، والتاريخ، بالإضافة إلى الشعر العربي.

## ولادته ونشأته
آل طعان من أهل جزيرة سترة، وقد ولد في قرية مركوبان وهي إحدى قرى جزيرة سترة عام 1251 هـ، ثم انتقل مع والده إلى المنامة. وهناك ابتدأ الدراسة الدينيَّة (الحوزويَّة)، وكان ابن إسحاق البلادي هو أستاذه في النحو والصرف والمنطق والقراءة ونحو ذلك. وبقي ما يقارب العامين في البحرين لم يدرس عند أحد غير البلادي، وإنَّما اشتغل بالتصنيف والتأليف وأجوبة المسائل الواردة عليه من البحرين وغيرها.

## هجرته إلى النجف
هاجر إلى مدينة النجف لإكمال دراسته الدينية، ولا يُعلم تاريخ انتقاله للنجف إلا أنها قد كانت في أواخر العشر الثامن من القرن الثالث عشر الهجري، وبسبب ضعف حال والده المادية؛ تكفل والد زوجته الأولى بأمور سفره، فمضى للنجف واشتغل بالدرس مدة من الزمان على جملة من رجال الدين.

## هجرته إلى القطيف
رجع بعد فترة إلى البحرين قادماً من النجف وأقام بالبحرين مقدار سنتين، ثم سافر إلى العراق مرة أخرى بقصد زيارة المقدسات الشيعية برفقة أهله وأولاده، فلما قضى وطره من الزيارة كان في طريقه للرجوع إلى البحرين، فلما وصل القطيف وكانت على طريقه ومعه زوارٌ منها؛ سمع بورود محمد بن خليفة حاكم البحرين هناك، وهو يريد الذهاب للبحرين ليأخذها من أخيه علي بن خليفة عنوة وقد اجتمع معه عدة من الأعراب، فخاف آل طعان من ذهابه إلى البحرين، فاستخار الله على النزول في القطيف حتى تنكشف حقيقة الحال، فخرجت الخيرة على نزوله في القطيف أمراً وعلى ذهابه إلى البحرين نهياً. نزل في بداية أمره في سيهات ثم جرت حادثة ألجأته للخروج منها وهي أن شخصاً أُحضر عند عمدة سيهات فضُرب حتى الموت، فترك آل طعان سيهات استنكاراً لما حدث ونزل في الدبابية، ثم قام وفد من القديح بزيارته وطلبوا منه النزول عندهم وكان من جملة من حضر عمدة القديح آنذاك إبراهيم ابن علي أبو الرحى.
فاستقر فيما بقي من عمره في القطيف وقد تخللت فترة إقامته في القطيف رحلة سفر إلى مدينة مشهد لزيارة قبر علي بن موسى الرضا حيث يُعد من المقدسات عند الشيعة الإثني عشرية، كما كانت له زيارات متفرقة إلى البحرين.

## شيوخه
- علي بن محمد بن إسحاق البلادي البحراني؛ حيث تتلمذ عليه في بداية دراساته الحوزوية في البحرين.
- عبد الله بن عباس الستري البحراني.
- مرتضى بن محمد أمين الأنصاري المعروف باسم «الشيخ الأعظم».
- محمد حسين الكاظمي.
- راضي بن محمد بن محسن النجفي.[2][5]

## شعره
فمنه في مدح علي بن أبي طالب:
قالوا إمدحن أمير النحل قلت لهم... مدحي له موجب نقصاً لمعناه
لأن مدحي له فرع بمعرفتي... بذاته وهي سر صانه الله
فإن أصفه بأوصاف الأناس أكن... مقصرا إذ جميع الخلق أشباه
وإن أزد فوق هذا الوصف خفت بأن... أتيه مثل غلاة فيه قد تاهوا
فدع مديحي ومدح الناس كلهم... والزم مديحا له الرحمن أولاه
فكل من رام مدحا فيه منحصر... لسانه عن يسير من مزاياه 
وله من قصيدة جارى بها القصيدة الشافية لأبي فراس الحمداني:
الحق نور عليه للهدى علم... من أمه مستنيرا قاده العلم
يا حبذا عترة بدئ الوجود بهم... وهكذا بهم ينهى ويختتم
من مثلهم ورسول الله فاتحهم... وسيطة العقد والمهدي ختمهم
وهل أمية لا أمت بمغفرة... ولا نحت سوحها من رحمة ديم
تنوش هدب ذيول للهدى سدلت... من الالاه لها الأملاك تحترم
ولا كمثل بني العباس لأرقبوا... الا ولا ذمة بل رحمهم جذموا
جنوا بمثل الذي تجني أمية بل... على طنابيرهم زادت لهم نغم
وله من قصيدة في رثاء مرتضى الأنصاري:
لله سهم سددته يد القضا... فأصاب كل الخلق حتى من مضى
عقدت عليه المكرمات نطاقها... فالآن حق لعقدها ان ينقضا
تالله ان المرتضى قد شب في... قلب الورى لما مضى نار الغضا
وسقى ضريح المرتضى صوب الرضا... ما نور مفخره على الدنيا أضا
ومنه في الحث على الإنفاق، قوله:
يا فاعل الخير والإحسان مجتهدا... أنفق ولا تخش من ذي العرش إقتارا
فالله يجزيك أضعافا مضاعفة... والرزق يأتيك أمثالا وأبكارا

## وفاته
ذكر خير الدين الزركلي أنَّ وفاة آل طعَّان كانت في البحرين، غير أنَّ علي البلادي يقول أنَّ وفاة آل طعَّان كانت في قرية القديح القطيفيَّة، لكنَّ جثمانه قد نُقل إلى قرية الماحوز البحرانيَّة ليُدفن في مسجد الشيخ ميثم البحراني، حيث أوصى بذلك قبل وفاته، وكانت وفاته ليلة الحادي من شوال 1315 هـ،. «وقد حصل له من التشييع والإكرام ما لم يتفق لأحد من العلماء العظام والملوك والحكام وبعض الكرامات عند دفنه وبعده من قبره في بعض الليالي والأيام وعطلت لفقده الأسواق سبعة أيام وأقيمت له من المآتم العظام في البحرين والقطيف ولنجة والنجف وغيرها في سائر بلاد الإسلام ما يزيد على مائة وخمسين مأتما بالمراثي الكثيرة الجسام وسائر النظام ولم تر مثل ذلك اتفق لأحد من مشاهير العلماء الأعلام والسلاطين والحكام».

## آثاره ومؤلفاته
| - زاد المجتهدين في شرح بلغة المحدثين. هو شرح على كتاب بُلغة المتحدثين لسليمان الماحوزي في علم الرجال. - رسالة في الحبوة. - قرة العين في حكم الجهر بالسملة والتسبيح في الأخيرتين. - شرح اللمعة. هو شرحٌ على كتاب اللُمعة الدمشقية لزين الدين بن علي الجبعي العاملي. - سلم الوصول إلى الأصول. - إزالة السجف عن موانع الصرف. رسالة في النحو. - إقامة البرهان على حلية الأربيان. - منهاج السلامة. - ملاذ العباد في أحكام التقليد والاجتهاد. - الدرر الفكرية في أجوبة المسائل الشُبَّرية. هي أجوبة على أربع مسائل أرسلها له شبر الستري. | - التحفة الأحمدية للحضرة الجعفرية. - قبسة العجلان في وفاة غريب خراسان. لتأليف هذا الكتاب قصة وخلاصتها أنه كان مع أصحابه عائداً من الحج وزيارة المدينة المنورة فحصل له عطال في مدينة جدة، فقبل يوم واحد من وفاة علي بن موسى الرضا (الإمام الثامن عند الشيعة) طلب منه بعض مرافقيه أن يكتب عن ظروف وفاة الرضا ليقرأوه في المجلس هناك انتهازاً للوقت، فخلال ساعات من اليوم صنّف هذا الكتاب العجيب ذاكراً فيه الروايات الشيعية المتضمنة لمناقب الرضا وأحواله واستشهاده ومزجها بما يناسبها من الأشعار الجيدة ارتجالاً ومن دون الاعتماد على مصادر حيث لم تكن معه في السفر. وفي هذه العصور يعتمد جمهور الخطباء الحسينيون في القطيف والبحرين والبصرة ولنجة على هذا الكتاب في قرائاتهم عن الرضا. - الديوان الأحمدي. ديوان شعر. - الرسالة العاشورية. - البديعة الفريدة في مدح الأمير وأبنائه الكرام. |

## تلامذته
- حسن بن علي بن عصفور البحراني.
- باقر بن علي بن إسحق البحراني.
- محمد بن عبد الله بن أحمد البحراني.
- ضيف الله بن محمد بن أحمد بن سيف القطيفي.[3]
- علي البلادي صاحب كتاب أنوار البدرين في تراجم علماء القطيف والأحساء والبحرين، وهو من أهل البلاد القديم، وقد هاجر مع والدته في سن مبكرة إلى القطيف بعد وفاة والده، ولاضطراب الأوضاع السياسيَّة والأمنيَّة في البحرين، وقد تولَّى آل طعان كفالته في القطيف، وعليه أخذ أوليَّات العلوم الحوزويَّة، وقد أفرد البلادي رسالة مستقلَّة في أحوال أستاذه آل طعان أسماها الحق الواضح في أحوال العبد الصالح.
- محمد صالح آل طعان هو ابنه، وقد سار على نهج والده في دخول سلك رجال الدين، وله من الكتب: ”ذرائع الآمال فيما يخص السنة من الأعمال على نسق الأقبال، ونقل البلادي (وهو صهره على أخته) في ترجمته له في أنوار البدرين فقال: له من المصنفات شرح منظومة والده في الشكوك والسهو وله كتاب في الفقه أكثر العبادات، وله كتاب في أدعية مناسك الحج، وله منظومة في الأصول“.[11]

### إشارات مرجعية
1. 1 2  
الزركلي، خير الدين. الأعلام - ج1. ص. 138. مؤرشف من الأصل في 2019-12-08.
2. 1 2 3  
البلادي، علي. أنوار البدرين في تراجم علماء القطيف والأحساء والبحرين. ص. 253. مؤرشف من الأصل في 2013-09-12.
3. 1 2 3 4  
البلادي، علي. أنوار البدرين في تراجم علماء القطيف والأحساء والبحرين. ص. 254. مؤرشف من الأصل في 2013-09-12.
4. ↑  ترجمة آل طعان على «شبكة أقلام الثقافية» نسخة محفوظة 16 ديسمبر 2019 على موقع واي باك مشين.
5. ↑  راجع أنوار البدرين للبلادي صفحة 253، أعيان الشيعة للأميني
6. ↑  أنوار البدرين صفحة 257، أعيان الشيعة للأميني
7. ↑  أنوار البدرين صفحة 263، أعيان الشيعة للأميني
8. 1 2  أنوار البدرين صفحة 258، أعيان الشيعة للأميني
9. ↑  أنوار البدرين صفحة 255، أعيان الشيعة للأميني
10. ↑  ترجمة آل طعان في موقع «سنوات الجريش» نسخة محفوظة 04 مارس 2016 على موقع واي باك مشين.
11. ↑  
البلادي البحراني، علي. أنوار البدرين ومطلع النّيرين في تراجم علماء القطيف والأحساء والبحرين. ص. 229.
النسخة الإلكترونية